# Rafael Barrett
Rafael Barrett (* 7. Januar 1876 in Torrelavega; † 17. Dezember 1910 in Arcachon) war ein spanischer Essayist.

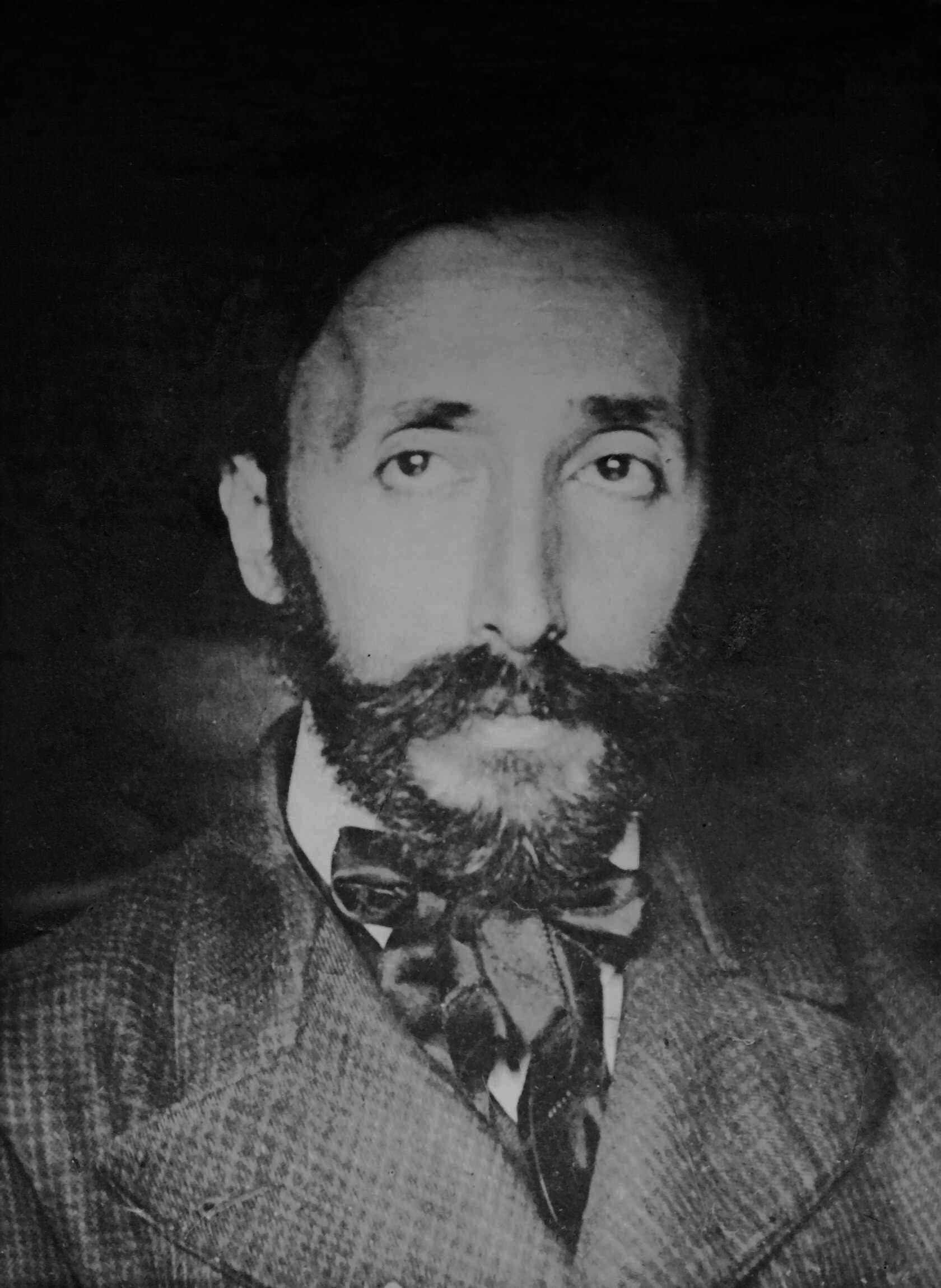
Rafael Barrett

## Leben
Ab 1897 studierte er Ingenieurwissenschaft in Madrid. Dort waren seine ersten Veröffentlichungen zwei populärwissenschaftliche Artikel. 1903 war er in Buenos Aires, gründete mit Julio Rey Pastor die Unión Matemática Argentina, und korrespondierte mit Henri Poincaré.
Im Oktober 1904 reiste er nach Villeta, Paraguay, um für die argentinische El Tiempo über die politischen Unruhen zu berichten. Dabei kam er mit intellektuellen Revolutionären in Kontakt. Im Dezember zog er nach Asunción. Barrett erregte mit Ankündigungen, er wolle sich duellieren, Aufmerksamkeit. 1906 wurde bei ihm Tuberkulose diagnostiziert. Er berichtete über Menschenrechtsverletzungen infolge des Putsches des Albino Jara und wurde verhaftet, zehn Tage später aber wieder freigelassen. In 1908 zog er vorübergehend nach Montevideo. 1910 kehrt er schwer krank nach Europa zurück, wo er kurz nach dem Erscheinen von Moralidades Actuales starb.

## Werk
Barrett war Anhänger der Lebensphilosophie, berief sich insbesondere auf Henri Bergson. Für ihn ist das Leben die sich ständig in Bewegung befindliche alleinige Wirklichkeit, die sich einer absoluten Beschreibbarkeit entzieht. Das Ideal und das Mysterium sind für ihn gleichberechtigte Teile der Wirklichkeit.
Er beschäftigte sich mit dem Konflikt von Religion und Wissenschaft, plädierte für eine von Dogmen befreite Religion, bei welcher der Mensch sich Gott erschaffe, wie es einst Jesus getan habe.
Barrett beschäftigte auch die Evolutionstheorie. Er sah neben dem Überleben der Stärksten auch das sich organisieren der Schwachen; neben dem sich Anpassen an die Umwelt auch, dass diese angepasst werde. Seine Untersuchungen betrafen immer auch die philosophischen Implikationen der Evolution.
Im Artikel Mi anarquismo bezeichnet er sich 1908 als Anarchist. Ich verstehe den Anarchismus ausschließlich als Freiheit zum Infragestellen der Politik, schrieb er. Er war ein Bewunderer Leo Tolstois.